# Carmí (color)
|  | Aquest article tracta sobre Carmí (color). Vegeu-ne altres significats a «Carmí». |

Carmí és el terme genèric per a un color vermell fosc. Es fa servir per a les descripcions de sang. En alguns sistemes, aquest color és considerat com color terciari, com barreja d'un color primari, el magenta, i d'un color secundari, el vermell ataronjat (magenta + groc). El nom deriva de la paraula àrab-persa kermes, que és el nom d'una baia vermella. S'anomena també color grana. És semblant al color carmesí però més clar i menys blavós.
Una mostra del color carmí:

## Usos
- Carmí és el color del colorant vermell àcid carmínic extret de la cotxinilla o altres insectes. S'usa des de l'edat de ferro en cosmètics, pintallavis i com E120 en la indústria alimentària per donar un color vermell als aliments, encara que se substitueix cada cop més per colorants sintètics més barats.
- Grana o carmí un dels colors del Futbol Club Barcelona.